# Mun (Hautes-Pyrénées)
Pour les articles homonymes, voir Mun.
Mun est une commune française située dans le nord du département des Hautes-Pyrénées, en région Occitanie. Sur le plan historique et culturel, la commune est dans l’ancien comté de Bigorre, comté historique des Pyrénées françaises et de Gascogne.
Exposée à un climat océanique altéré, elle est drainée par la Chella et par divers autres petits cours d'eau. La commune possède un patrimoine naturel remarquable composé d'une zone naturelle d'intérêt écologique, faunistique et floristique.
Mun est une commune rurale qui compte 77 habitants en 2022, après avoir connu un pic de population de 333 habitants en 1866. Ses habitants sont appelés les Munais ou  Munaises.

## Géographie

### Localisation
La commune de Mun se trouve dans le département des Hautes-Pyrénées, en région Occitanie.
Elle se situe à 17 km à vol d'oiseau de Tarbes, préfecture du département, et à 9 km de Trie-sur-Baïse, bureau centralisateur du canton des Coteaux dont dépend la commune depuis 2015 pour les élections départementales.
La commune fait en outre partie du bassin de vie de Trie-sur-Baïse.
Les communes les plus proches sont : 
Lamarque-Rustaing (2,1 km), Luby-Betmont (2,2 km), Osmets (2,4 km), Aubarède (2,9 km), Sère-Rustaing (3,1 km), Peyriguère (3,3 km), Cabanac (3,5 km), Villembits (3,6 km).
Sur le plan historique et culturel, Mun fait partie de la région gasconne de Magnoac, située sur le plateau de Lannemezan, qui reprend une partie de l’ancien Nébouzan, qui possédait plusieurs enclaves au cœur de la province de Comminges et a évolué dans ses frontières jusqu’à plus ou moins disparaitre.

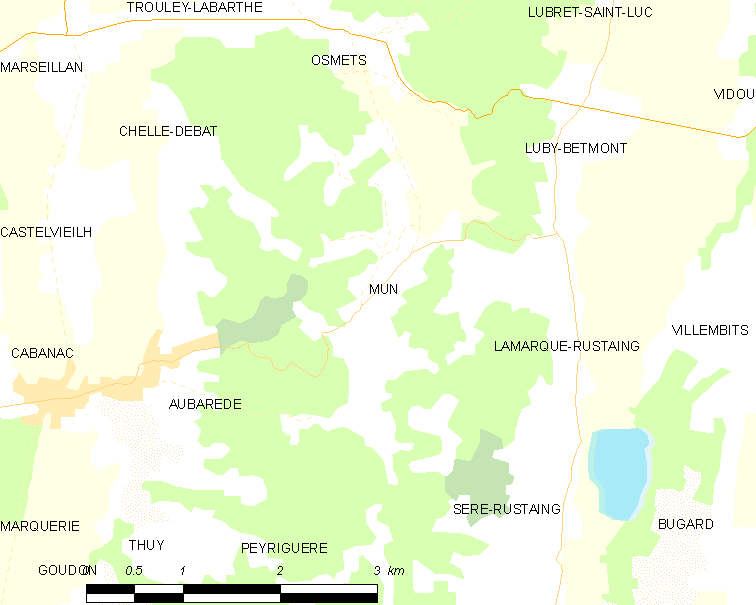
Carte de la commune de Mun et des proches communes.

|              | Osmets     | Luby-Betmont      |
| Chelle-Debat | Mun        | Lamarque-Rustaing |
| Aubarède     | Peyriguère | Sère-Rustaing     |

### Hydrographie
La Chella, affluent droit de l'Arros, arrose les terres de la commune du sud au nord et forme une partie de la limite est avec la commune de Luby-Betmont.
       
Le ruisseau de  l'Achellotte, affluent droit de la Chella, arrose les terres de la commune du sud au nord et forme une partie de la limite est avec la commune de Lamarque-Rustaing.
       
Le ruisseau des Oustaus arrose les terres de la commune du sud au nord et forme une partie de la limite ouest avec la commune  d'Aubarède.
      
Le ruisseau de Gaydou  forme une partie de la limite nord avec la commune d'Osmets.

### Climat
Le climat est tempéré de type océanique, en raison de l'influence proche de l'océan Atlantique situé à peu près 150 km plus à l'ouest. La proximité des Pyrénées fait que la commune profite d'un effet de foehn, il peut aussi y neiger en hiver, même si cela reste inhabituel.
| Mois                              | jan.  | fév.  | mars  | avril | mai   | juin  | jui.  | août  | sep.  | oct.  | nov.  | déc.  | année   |
| --------------------------------- | ----- | ----- | ----- | ----- | ----- | ----- | ----- | ----- | ----- | ----- | ----- | ----- | ------- |
| Température minimale moyenne (°C) | 0,6   | 1,3   | 2,7   | 5,2   | 8,3   | 11,6  | 14,1  | 13,9  | 11,7  | 8     | 3,6   | 1,3   | 6,9     |
| Température moyenne (°C)          | 5,3   | 6,1   | 7,8   | 10    | 13,3  | 16,7  | 19,3  | 19    | 17,2  | 13,3  | 8,5   | 5,8   | 11,9    |
| Température maximale moyenne (°C) | 9,9   | 11    | 12,9  | 14,8  | 18,3  | 21,7  | 24,5  | 24    | 22,6  | 18,6  | 13,4  | 10,4  | 16,8    |
| Ensoleillement (h)                | 108,8 | 118,8 | 155,6 | 157,2 | 181,3 | 191,5 | 215,5 | 196,4 | 194,5 | 164,4 | 124,4 | 104,4 | 1 912,8 |
| Précipitations (mm)               | 112,8 | 97,5  | 100,2 | 105,7 | 113,6 | 80,7  | 57,3  | 70,3  | 71    | 85,2  | 93    | 112,1 | 1 099,4 |

### Milieux naturels et biodiversité

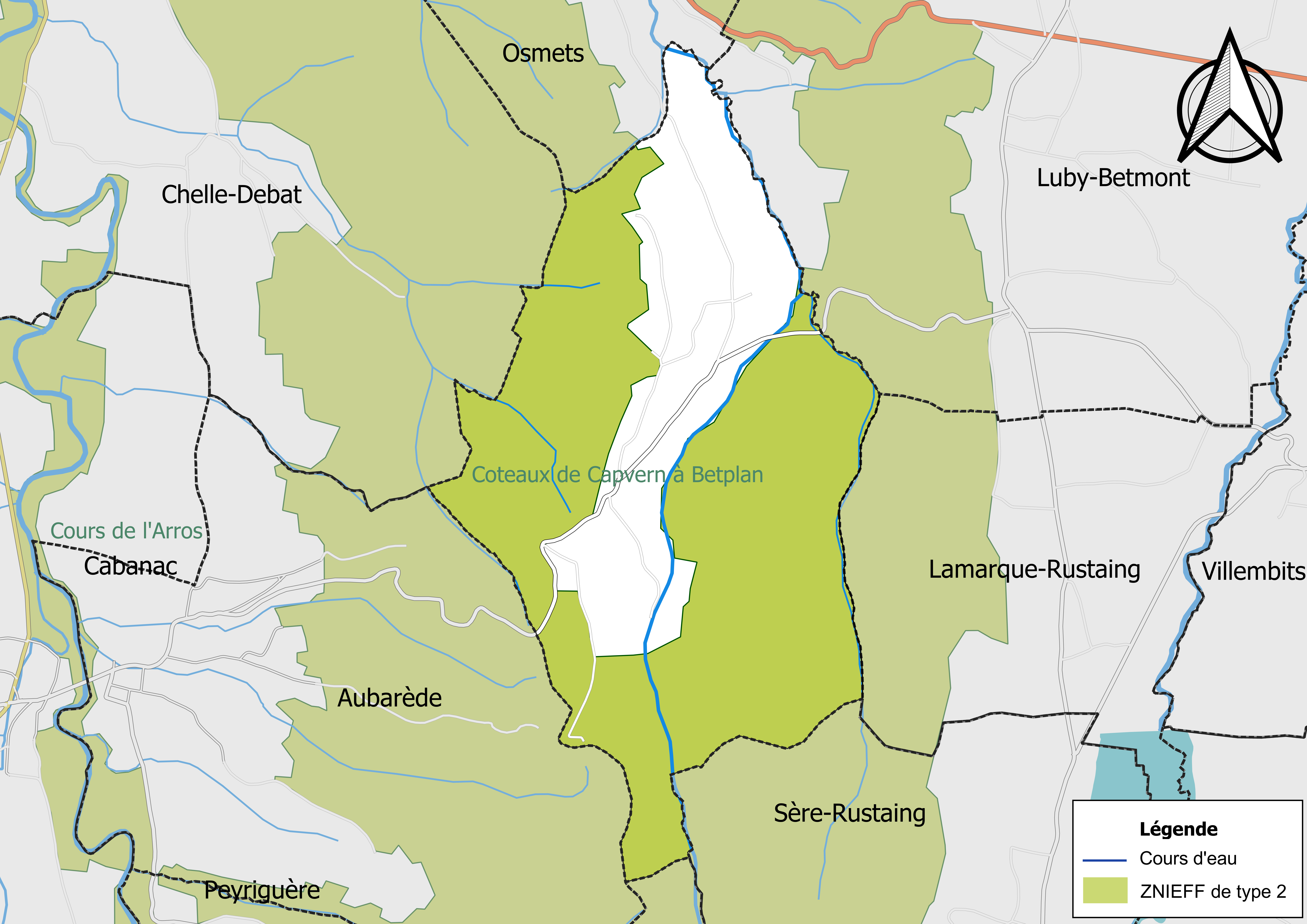
Carte de la ZNIEFF de type 2 localisée sur la commune.

L’inventaire des zones naturelles d'intérêt écologique, faunistique et floristique (ZNIEFF) a pour objectif de réaliser une couverture des zones les plus intéressantes sur le plan écologique, essentiellement dans la perspective d’améliorer la connaissance du patrimoine naturel national et de fournir aux différents décideurs un outil d’aide à la prise en compte de l’environnement dans l’aménagement du territoire.
Une ZNIEFF de type 2 est recensée sur la commune :
les « coteaux de Capvern à Betplan » (10 246 ha), couvrant 46 communes dont huit dans le Gers et 38 dans les Hautes-Pyrénées.

## Urbanisme

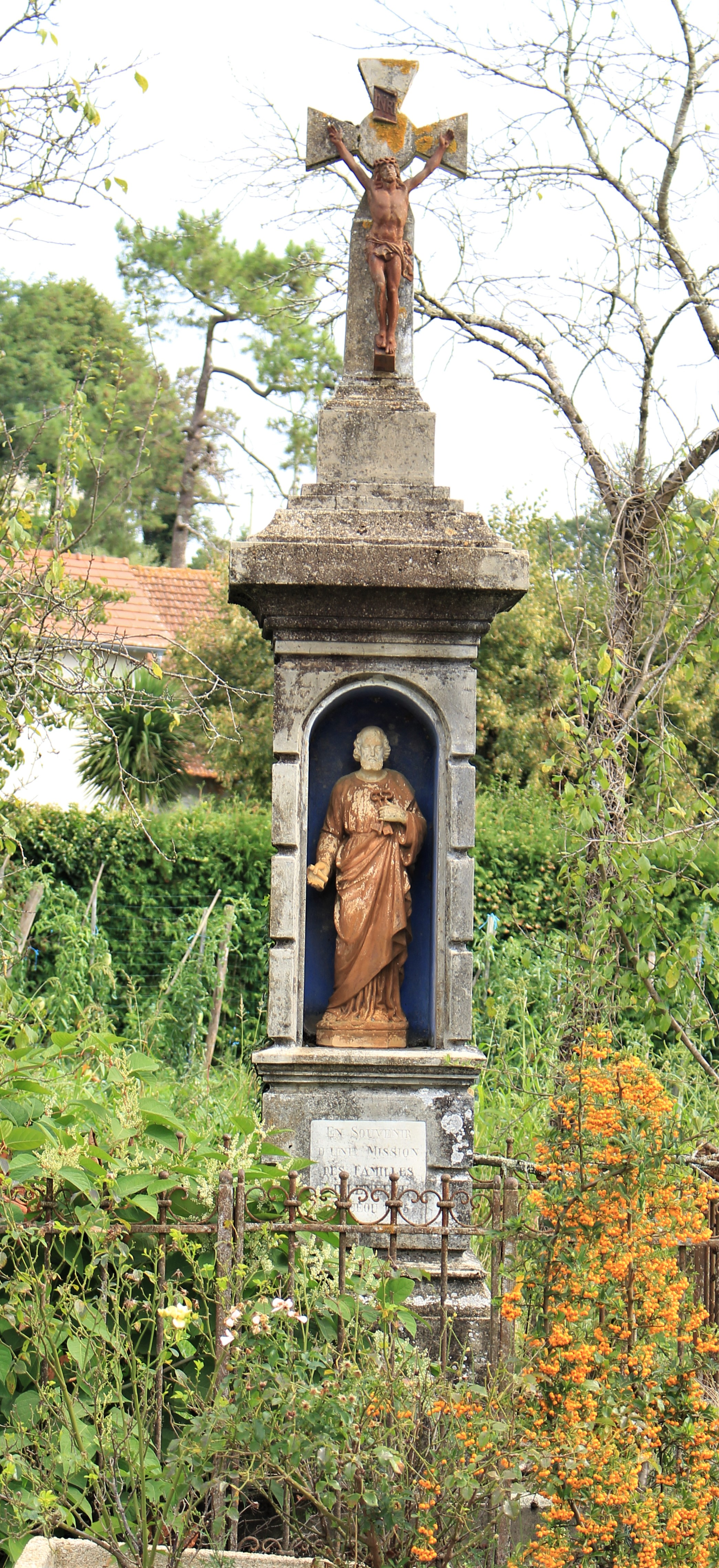
Une croix.

### Typologie
Au 1er janvier 2024, Mun est catégorisée commune rurale à habitat très dispersé, selon la nouvelle grille communale de densité à sept niveaux définie par l'Insee en 2022.
Elle est située hors unité urbaine et hors attraction des villes,.

### Occupation des sols
L'occupation des sols de la commune, telle qu'elle ressort de la base de données européenne d’occupation biophysique des sols Corine Land Cover (CLC), est marquée par l'importance des territoires agricoles (59,1 % en 2018), une proportion identique à celle de 1990 (59,1 %). La répartition détaillée en 2018 est la suivante : 
forêts (40,9 %), prairies (40 %), terres arables (9,6 %), zones agricoles hétérogènes (9,5 %).
L'IGN met par ailleurs à disposition un outil en ligne permettant de comparer l’évolution dans le temps de l’occupation des sols de la commune (ou de territoires à des échelles différentes). Plusieurs époques sont accessibles sous forme de cartes ou photos aériennes : la carte de Cassini (XVIIIe siècle), la carte d'état-major (1820-1866) et la période actuelle (1950 à aujourd'hui).

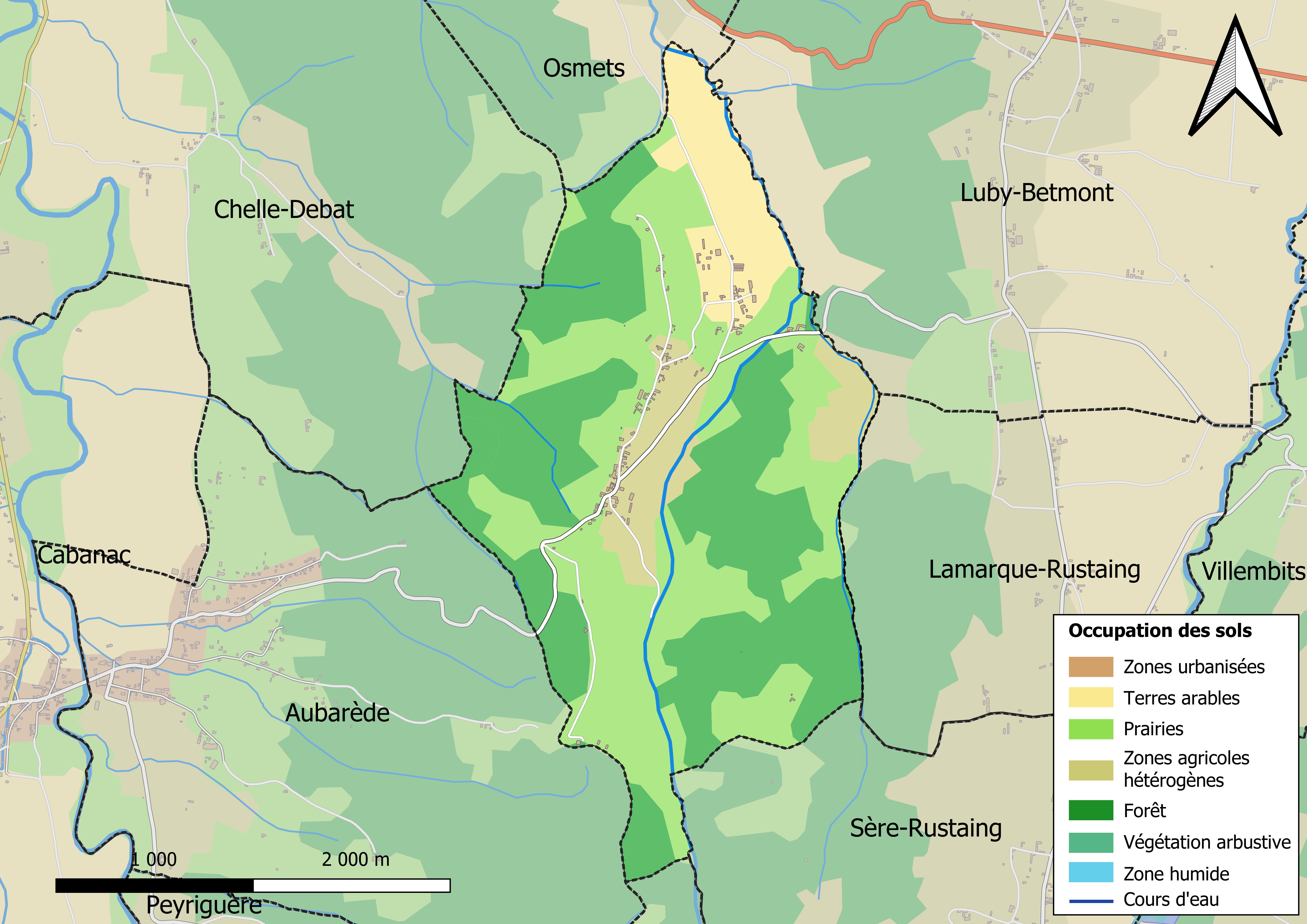
Carte des infrastructures et de l'occupation des sols en 2018 (CLC) de la commune.
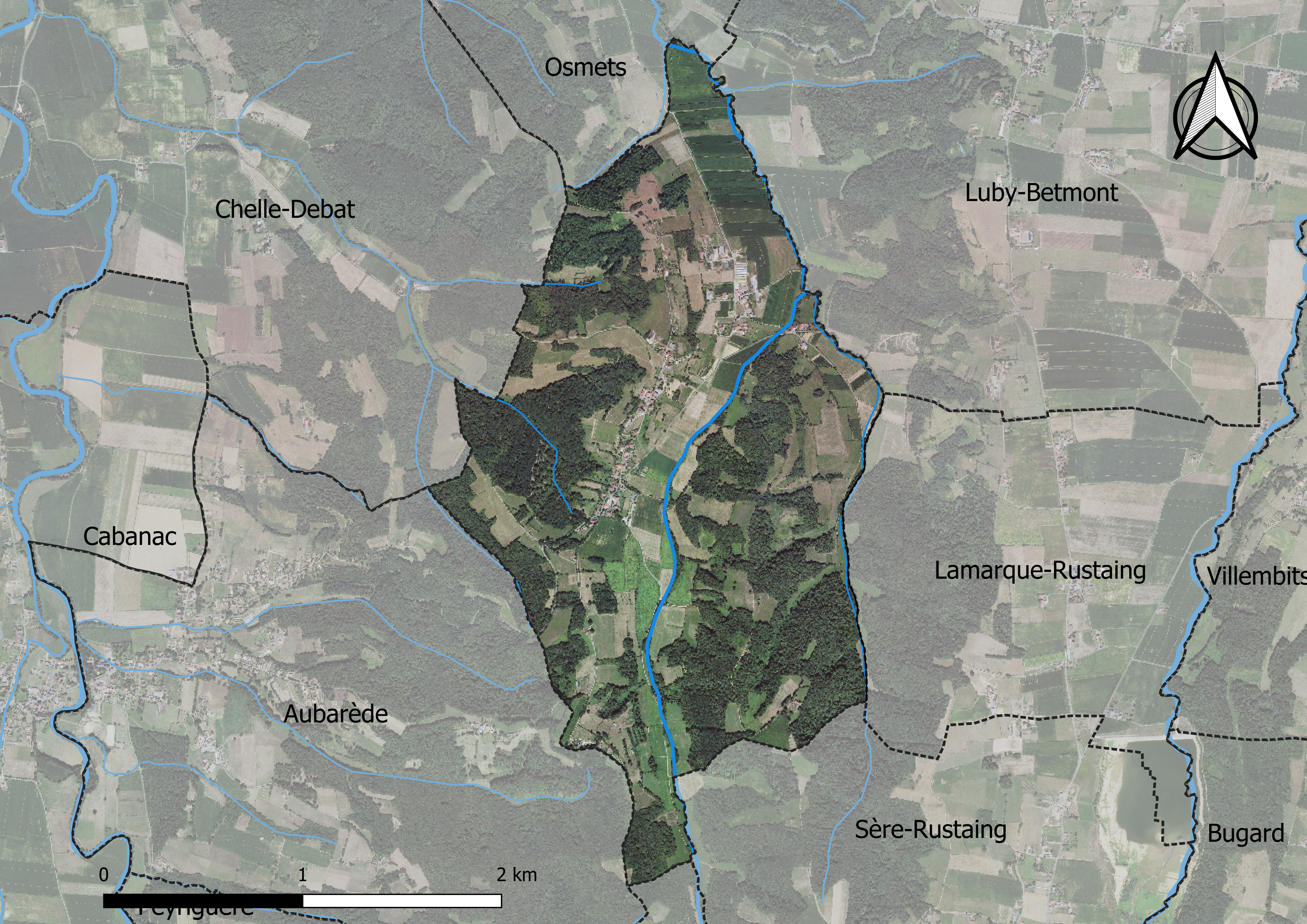
Carte orthophotogrammétrique de la commune.

### Logement
En 2012, le nombre total de logements dans la commune est de 56.

Parmi ces logements, 76,7 % sont des résidences principales, 12,6 % des résidences secondaires et 10,8 % des logements vacants.

### Voies de communication et transports
Cette commune est desservie par la route départementale D 1.

### Risques majeurs
Le territoire de la commune de Mun est vulnérable à différents aléas naturels : météorologiques (tempête, orage, neige, grand froid, canicule ou sécheresse), inondations, mouvements de terrains et séisme (sismicité modérée). Un site publié par le BRGM permet d'évaluer simplement et rapidement les risques d'un bien localisé soit par son adresse soit par le numéro de sa parcelle.
Certaines parties du territoire communal sont susceptibles d’être affectées par le risque d’inondation par débordement de cours d'eau, notamment la Chella. La cartographie des zones inondables en ex-Midi-Pyrénées réalisée dans le cadre du XIe Contrat de plan État-région, visant à informer les citoyens et les décideurs sur le risque d’inondation, est accessible sur le site de la DREAL Occitanie. La commune a été reconnue en état de catastrophe naturelle au titre des dommages causés par les inondations et coulées de boue survenues en 1982, 1999 et 2009,.
Mun est exposée au risque de feu de forêt. Un plan départemental de protection des forêts contre les incendies a été approuvé par arrêté préfectoral le 21 avril 2020 pour la période 2020-2029. Le précédent couvrait la période 2007-2017. L’emploi du feu est régi par deux types de réglementations. D’abord le code forestier et l’arrêté préfectoral du 27 octobre 2014, qui réglementent l’emploi du feu à moins de 200 m des espaces naturels combustibles sur l’ensemble du département. Ensuite celle établie dans le cadre de la lutte contre la pollution de l’air, qui interdit le brûlage des déchets verts des particuliers. L’écobuage est quant à lui réglementé dans le cadre de commissions locales d’écobuage (CLE)

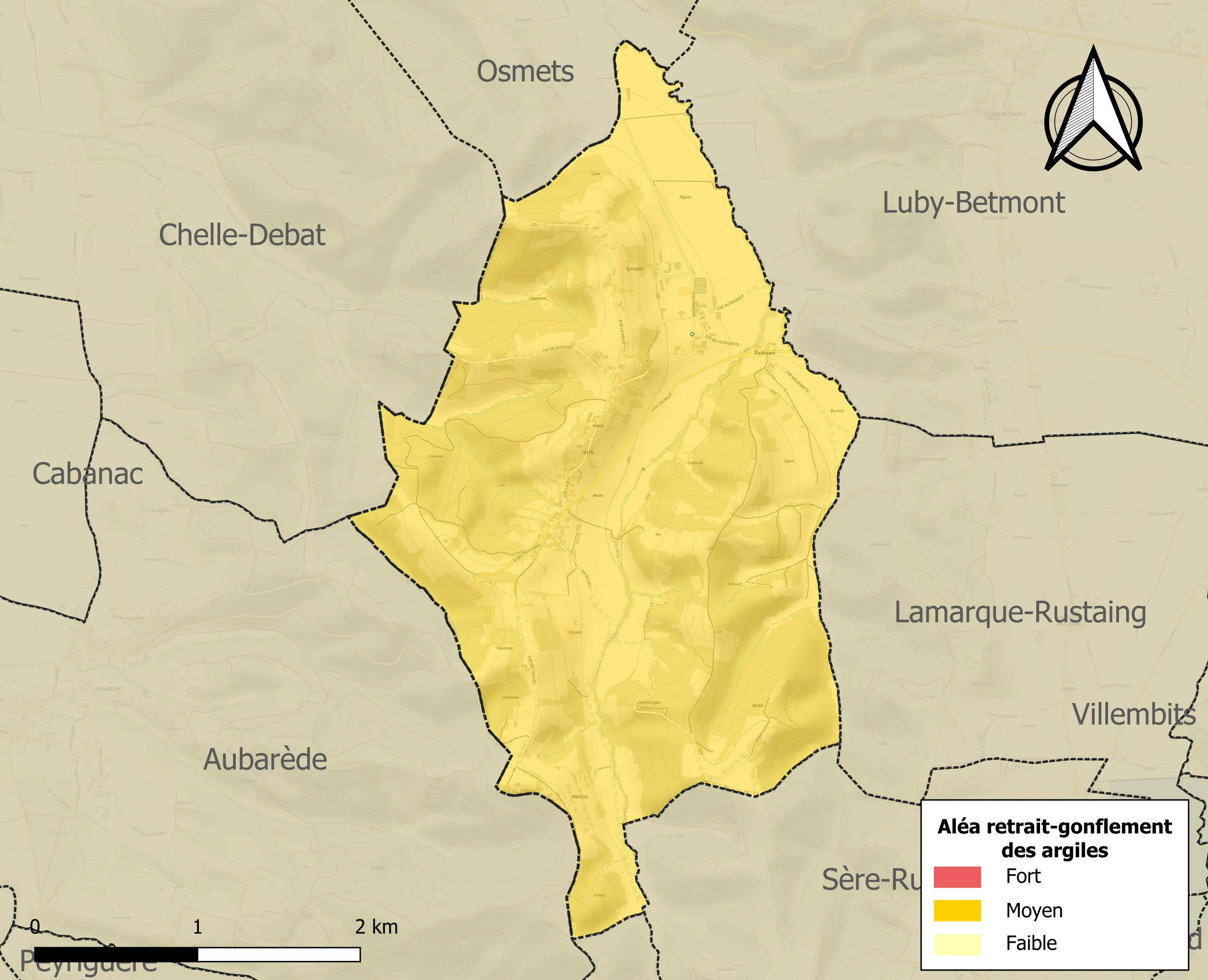
Carte des zones d'aléa retrait-gonflement des sols argileux de Mun.

Les mouvements de terrains susceptibles de se produire sur la commune sont des tassements différentiels.
Le retrait-gonflement des sols argileux est susceptible d'engendrer des dommages importants aux bâtiments en cas d’alternance de périodes de sécheresse et de pluie. La totalité de la commune est en aléa moyen ou fort (44,5 % au niveau départemental et 48,5 % au niveau national). Sur les 55 bâtiments dénombrés sur la commune en 2019, 55 sont en aléa moyen ou fort, soit 100 %, à comparer aux 75 % au niveau départemental et 54 % au niveau national. Une cartographie de l'exposition du territoire national au retrait gonflement des sols argileux est disponible sur le site du BRGM,.
Par ailleurs, afin de mieux appréhender le risque d’affaissement de terrain, l'inventaire national des cavités souterraines permet de localiser celles situées sur la commune.
Concernant les mouvements de terrains, la commune a été reconnue en état de catastrophe naturelle au titre des dommages causés par des mouvements de terrain en 1999.

## Toponymie

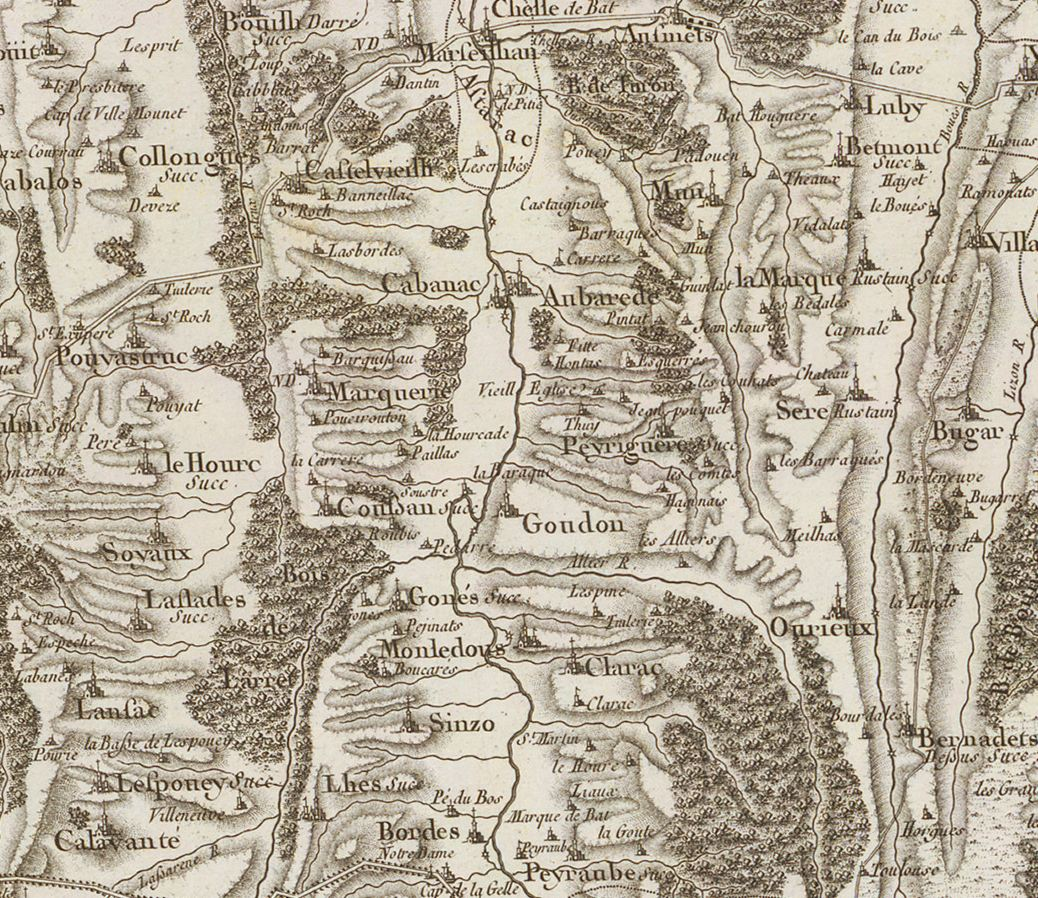
Extrait de la carte de Cassini (entre 1756 et 1789) situant Mun à l'est de Pouyastruc.

On trouvera les principales informations dans le Dictionnaire toponymique des communes des Hautes-Pyrénées de Michel Grosclaude et Jean-François Le Nail qui rapporte les dénominations historiques du village :
Dénominations historiques :
- Austor de Mun (1209, cartulaire de Berdoues ; 1217, ibid.) ;
- Bernardus de Muno (1300, enquête Bigorre) ;
- De Munio, latin (1300, ibid. ; 1342, pouillé de Tarbes ; 1379, procuration Tarbes) ;
- De Mun (1313, Debita regi Navarre) ;
- Mun (1429, censier de Bigorre) ;
- Mun (fin XVIIIe siècle, carte de Cassini).

Étymologie : peut-être du basque mun (= monticule).

Nom occitan : Mun.

## Histoire

### Cadastre napoléonien de Mun
Le plan cadastral napoléonien de Mun est consultable sur le site des archives départementales des Hautes-Pyrénées.

## Politique et administration

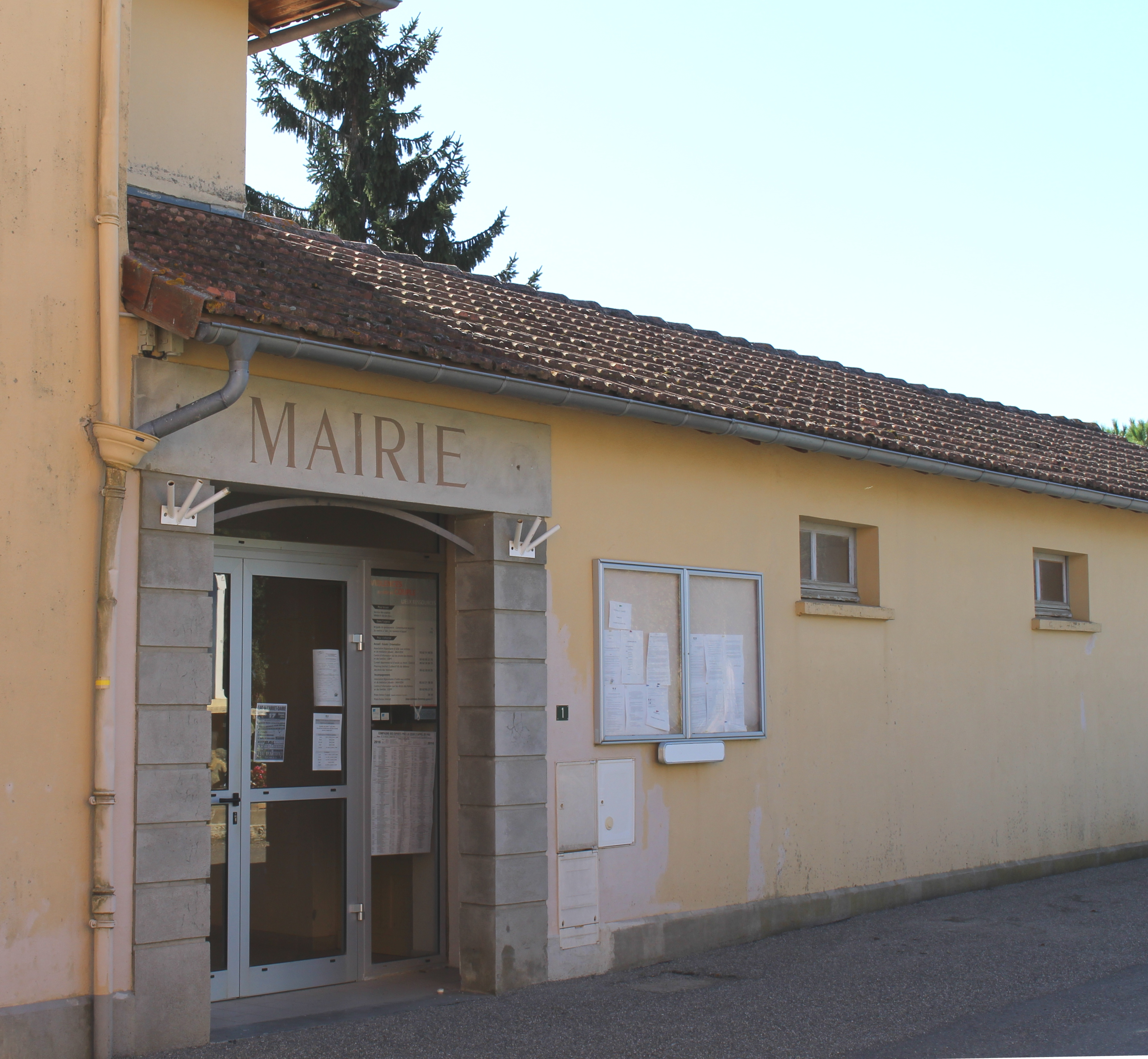
La mairie en 2016.

### Liste des maires
| Période                                  | Période   | Identité           | Étiquette | Qualité |
| ---------------------------------------- | --------- | ------------------ | --------- | ------- |
| Les données manquantes sont à compléter. |           |                    |           |         |
|                                          |           |                    |           |         |
| mars 1995                                | mars 2001 | Jean-Louis Galey   |           |         |
| mars 2001                                | mars 2008 | Claude Sabathé     |           |         |
| mars 2008                                | mars 2014 | Didier Fourquet    |           |         |
| mars 2014                                | mars 2020 | Jacqueline Beyries |           |         |
| mars 2020                                | En cours  | Jean-Luc Sabathé   |           |         |

### Rattachements administratifs et électoraux

#### Historique administratif
Pays et sénéchaussée de Bigorre, quarteron de Rabastens, marquisat de Mun, canton de Saint-Sever, puis d'Aubarède (1790), chef-lieu transféré à  Pouyastruc (1803).

#### Intercommunalité
Mun appartient à la communauté de communes des Coteaux du Val d'Arros créée en janvier 2017 et qui réunit 54 communes.

## Population et société

### Démographie

#### Évolution démographique

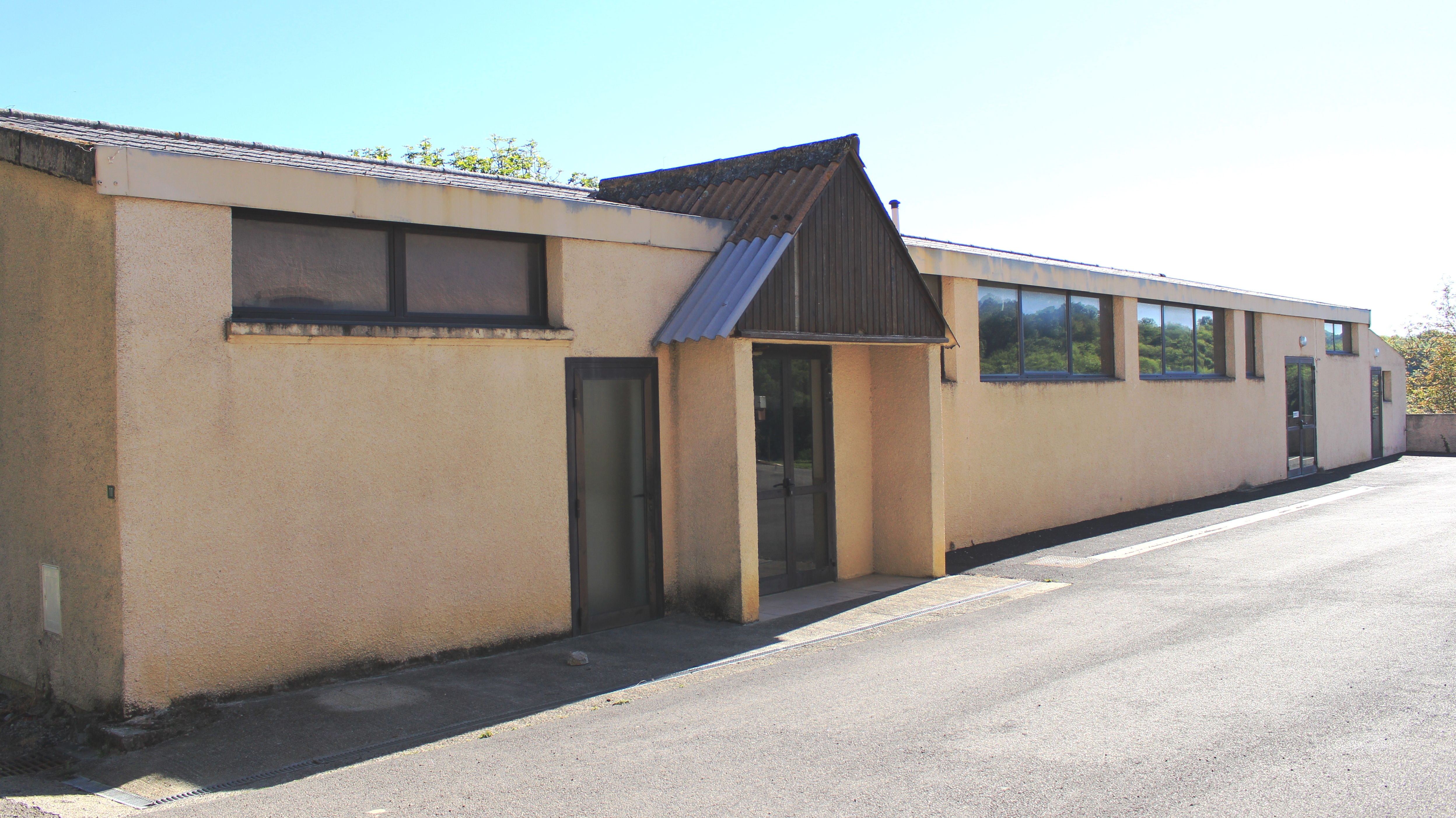
Le foyer rural en 2019.

| 1793 | 1800 | 1806 | 1821 | 1831 | 1836 | 1841 | 1846 | 1851 |
| ---- | ---- | ---- | ---- | ---- | ---- | ---- | ---- | ---- |
| 273  | 222  | 268  | 231  | 304  | 319  | 320  | 314  | 316  |

| 1856 | 1861 | 1866 | 1876 | 1881 | 1886 | 1891 | 1896 | 1901 |
| ---- | ---- | ---- | ---- | ---- | ---- | ---- | ---- | ---- |
| 330  | 325  | 333  | 305  | 313  | 316  | 247  | 235  | 215  |

| 1906 | 1911 | 1921 | 1926 | 1931 | 1936 | 1946 | 1954 | 1962 |
| ---- | ---- | ---- | ---- | ---- | ---- | ---- | ---- | ---- |
| 215  | 201  | 176  | 176  | 183  | 177  | 169  | 146  | 114  |

| 1968 | 1975 | 1982 | 1990 | 1999 | 2005 | 2006 | 2010 | 2015 |
| ---- | ---- | ---- | ---- | ---- | ---- | ---- | ---- | ---- |
| 106  | 98   | 96   | 89   | 92   | 101  | 104  | 109  | 105  |

| 2020 | 2022 | - | - | - | - | - | - | - |
| ---- | ---- | - | - | - | - | - | - | - |
| 83   | 77   | - | - | - | - | - | - | - |

### Enseignement
La commune dépend de l'académie de Toulouse. Elle ne dispose plus d'école en 2016.

## Économie

### Emploi
|                | 2008  | 2013   | 2018  |
| -------------- | ----- | ------ | ----- |
| Commune        | 5,1 % | 15,8 % | 9,5 % |
| Département    | 7,7 % | 9,4 %  | 9,8 % |
| France entière | 8,3 % | 10 %   | 10 %  |

En 2018, la population âgée de 15 à 64 ans s'élève à 48 personnes, parmi lesquelles on compte 78,6 % d'actifs (69 % ayant un emploi et 9,5 % de chômeurs) et 21,4 % d'inactifs,. Depuis 2008, le taux de chômage communal (au sens du recensement) des 15-64 ans est inférieur à celui de la France et du département.
La commune est hors attraction des villes,. Elle compte 22 emplois en 2018, contre 21 en 2013 et 12 en 2008. Le nombre d'actifs ayant un emploi résidant dans la commune est de 37, soit un indicateur de concentration d'emploi de 59,3 % et un taux d'activité parmi les 15 ans ou plus de 47,4 %.
Sur ces 37 actifs de 15 ans ou plus ayant un emploi, 14 travaillent dans la commune, soit 38 % des habitants. Pour se rendre au travail, 81,2 % des habitants utilisent un véhicule personnel ou de fonction à quatre roues, 9,4 % s'y rendent en deux-roues, à vélo ou à pied et 9,4 % n'ont pas besoin de transport (travail au domicile).

## Culture locale et patrimoine

### Lieux et monuments

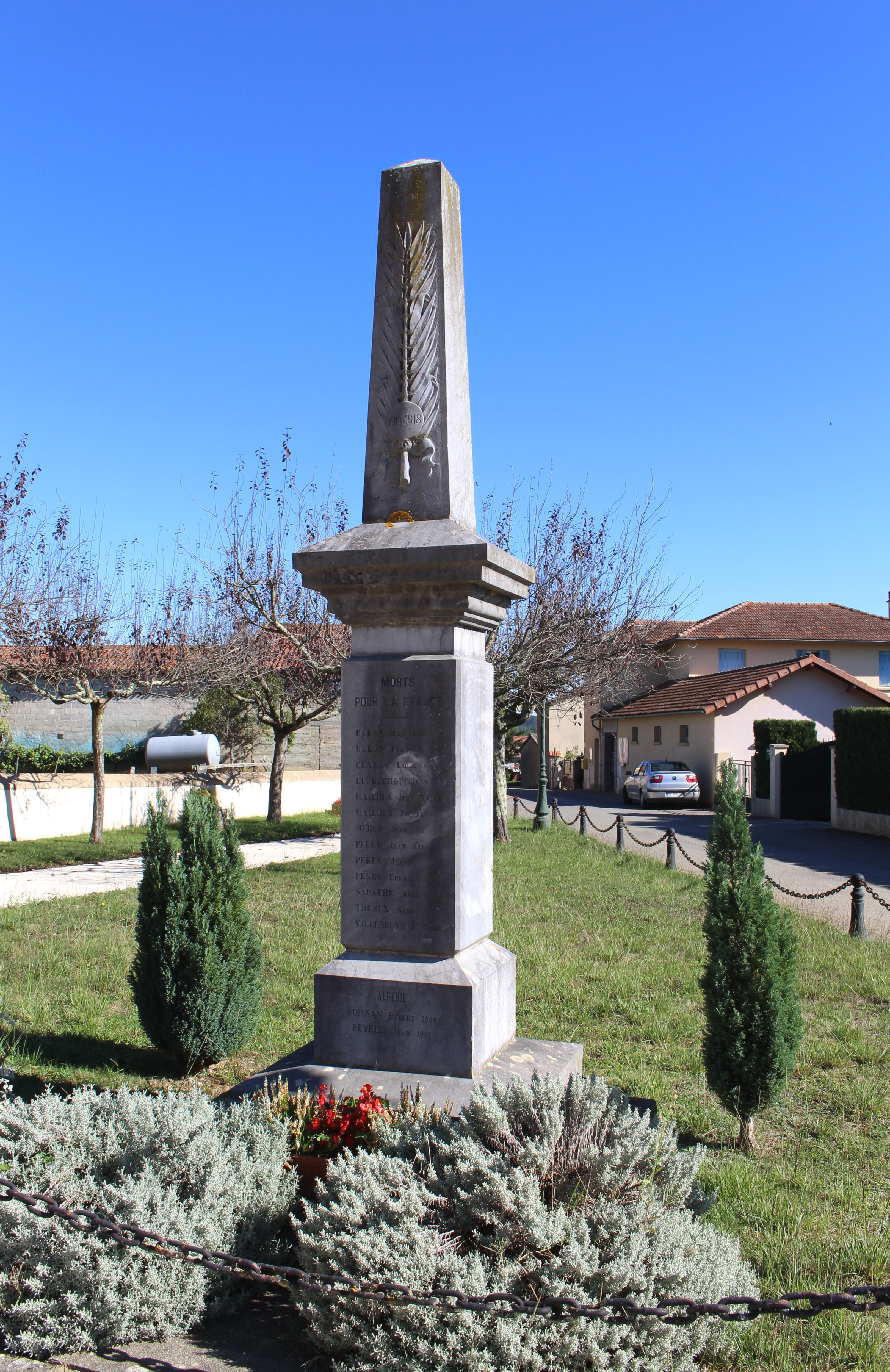
Le monument aux morts municipal.

- Église Saint-Michel de Mun.

Sélection de vues de L'Église Saint-Michel en 2016.
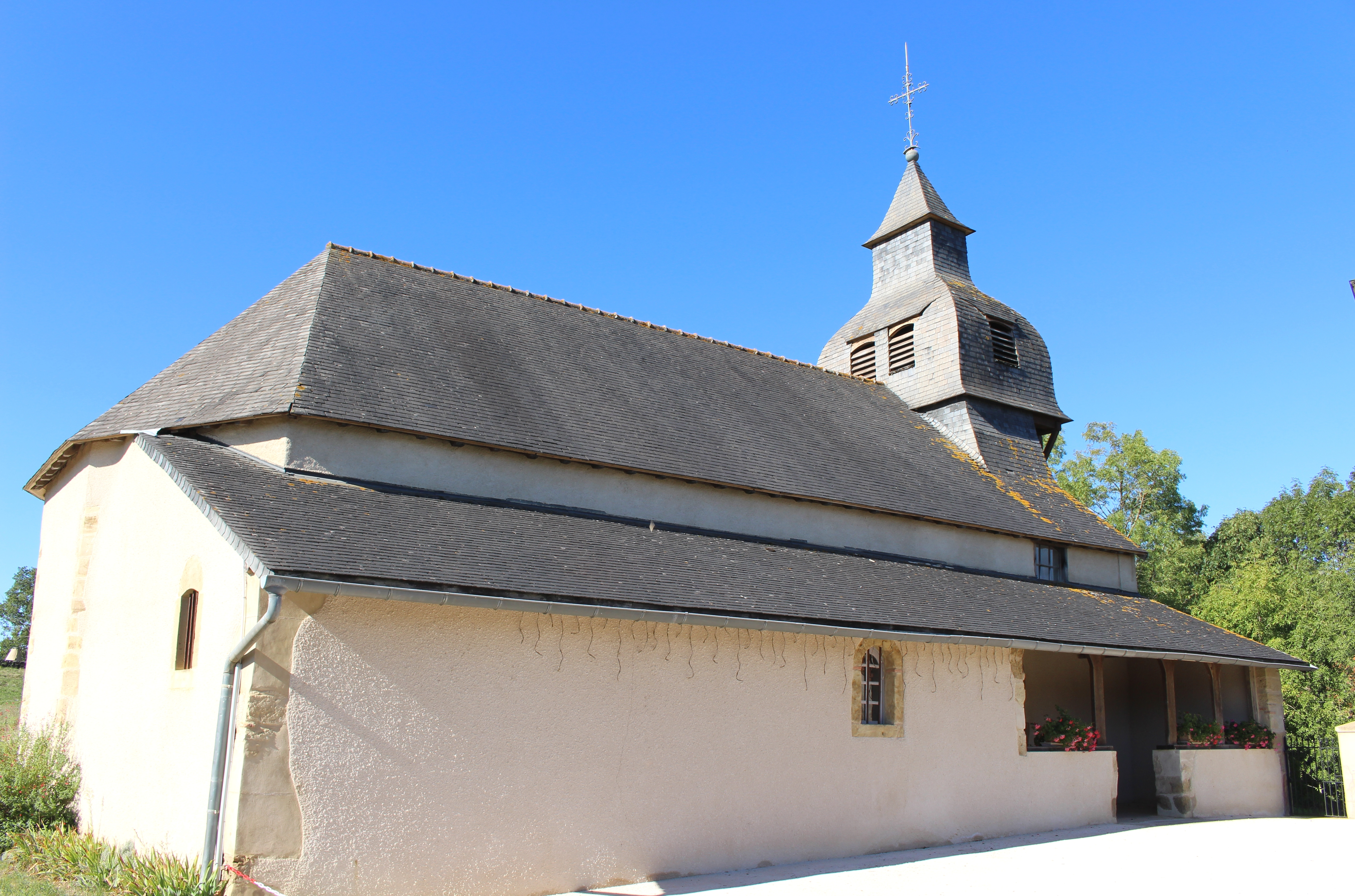
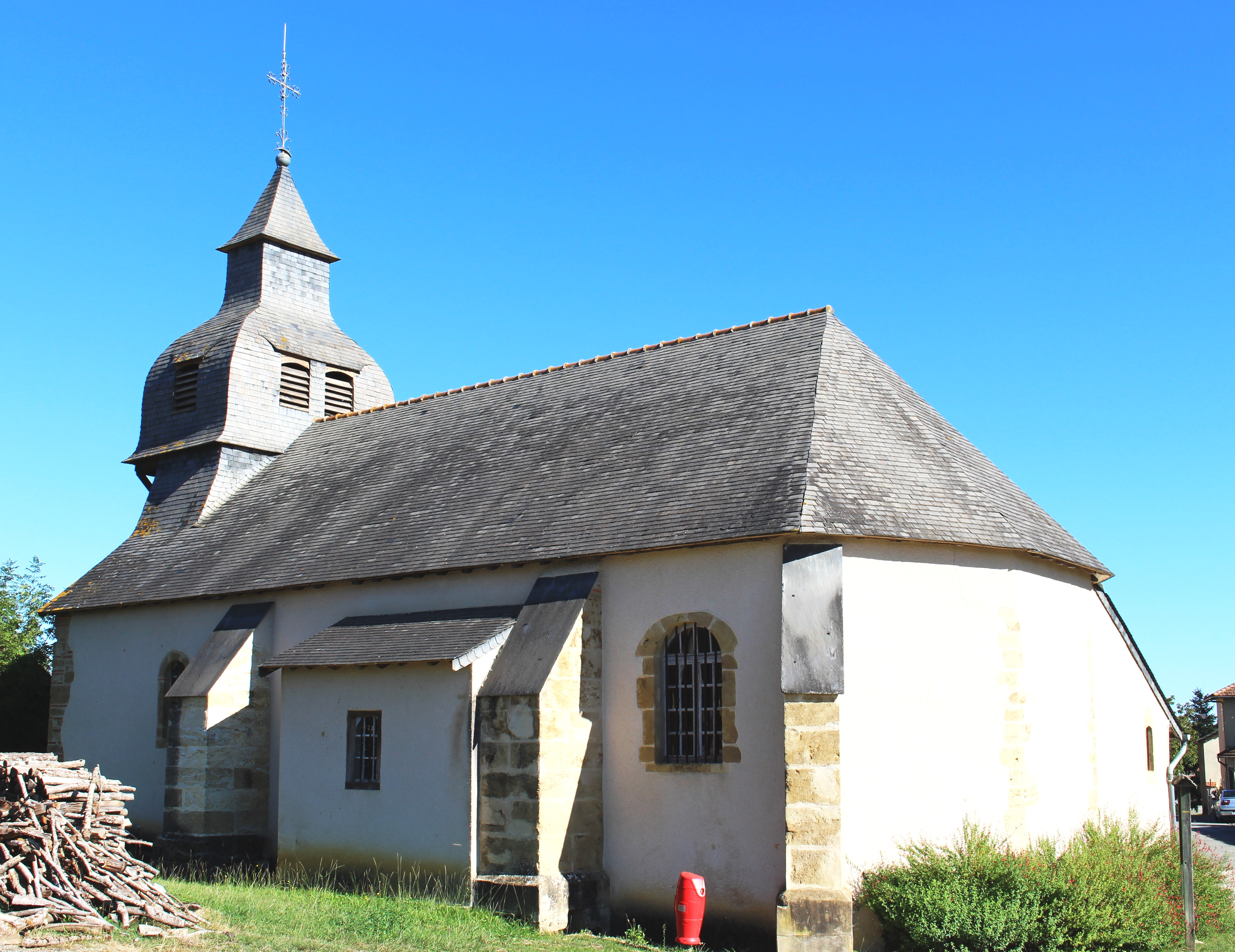
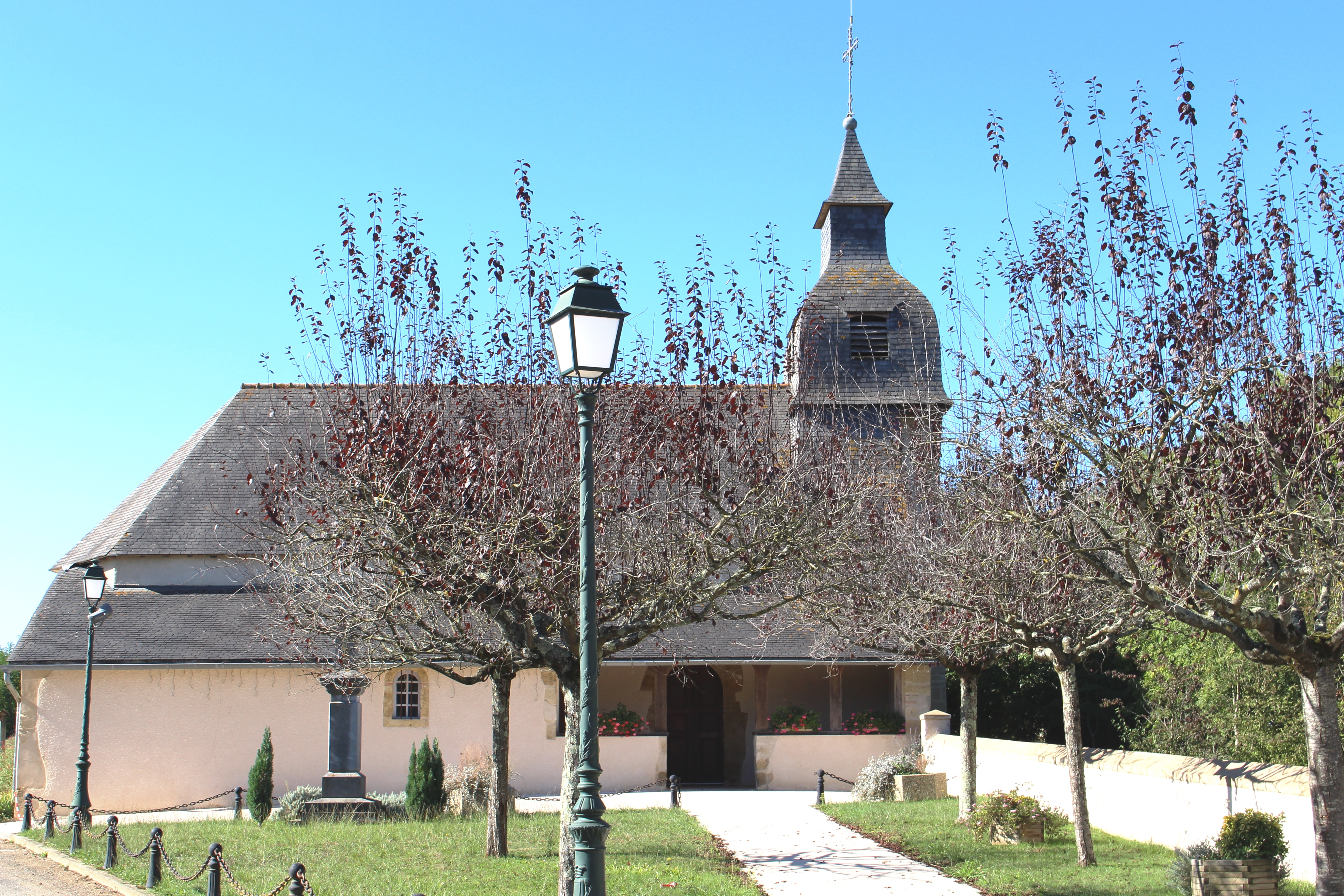
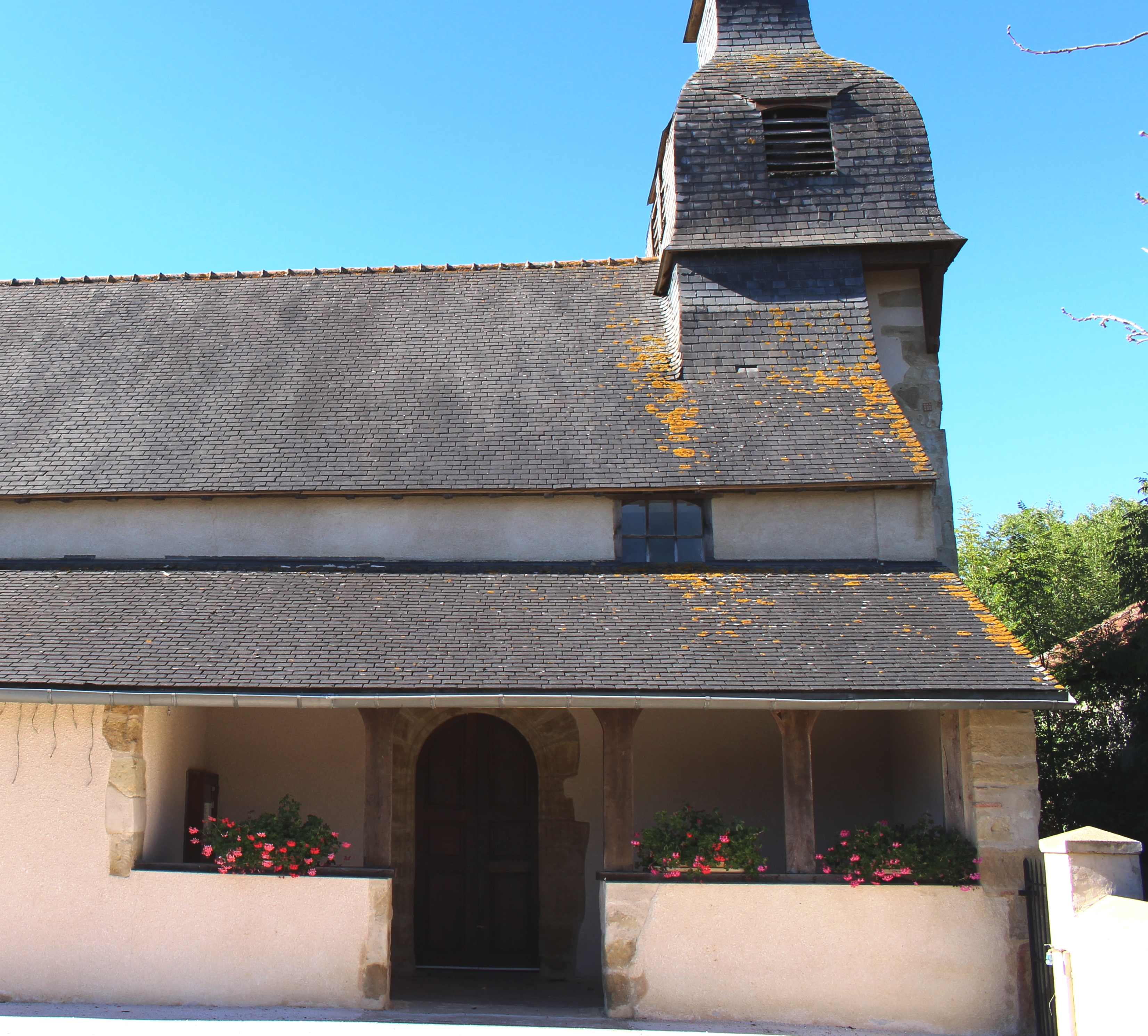
L'entrée.

### Personnalités liées à la commune
- Albert, comte de Mun (1841-1914) : homme politique français catholique.
- Bertrand, comte puis marquis de Mun (1870-1963) : parlementaire français, fils du précédent.

### Héraldique
| Blason | Blasonnement : D'azur au monde surmonté d'une croix d'argent, cerclé d'or. |